# جورجي ايفانوف (منافس ألعاب قوى)
جورجي ايفانوف (بالبلغارية: Георги Иванов)‏ هو منافس ألعاب قوى بلغاري، ولد في 13 مارس 1985 في سليفن في بلغاريا.

## وصلات خارجية
- جورجي ايفانوف على موقع الاتحاد الدولي لألعاب القوى (الإنجليزية)
- جورجي ايفانوف على موقع الدوري الماسي (الإنجليزية)
- جورجي ايفانوف على موقع اللجنة الأولمبية الدولية (الإنجليزية)
- جورجي ايفانوف على موقع أوليمبيديا (الإنجليزية)